# Oxypoda flavicornis
Oxypoda flavicornis är en skalbaggsart som beskrevs av Ernst Gustav Kraatz 1856. Oxypoda flavicornis ingår i släktet Oxypoda, och familjen kortvingar. Arten är reproducerande i Sverige.